# 日本工芸会部会展
日本工芸会部会展（にほんこうげいかいぶかいてん）は日本工芸会部会が主催する伝統工芸展である。陶芸部会、染織部会、漆芸部会、金工部会、木竹工部会(木工・竹細工)、人形部会、諸工芸部会(七宝・硝子・ギョク・硯・截金・象牙・和紙・木画等)がある。